# 콰이터스
콰이터스(영어: The Quietus)는 존 도란과 루크 터너가 만든 영국의 온라인 음악 및 대중 문화 전문 잡지이다. 도란이 프리랜서 기자 및 비평가 그룹과 함께 이끌고 있다.

## 콘텐츠
콰이터스는 음악, 영화와 관련된 글을 쓰고 인터뷰도 진행한다. 또한 가끔씩 문학, 드라마, 건축, 그래픽 노블에 관한 글을 기고하기도 한다. 콰이터스를 만든 존 도란은 웹사이트를 "21세에서 73세 사이의 지적인 음악 팬"을 위한 곳이라고 묘사했다. 사이트의 스태프 중에는 멜로디 메이커, 셀렉트, 뉴 뮤지컬 익스프레스, Q에서 일했던 사람이 많다. 또한 BBC 라디오 1의 DJ 스티브 라마크, 교수 사이먼 프리스와 사이먼 프라이스 그리고 많은 사람들이 있다.
가장 잘 얼려진 칼럼 중에는 아티스트들이 개인적으로 좋아하는 13개의 앨범을 선택하는 베이커스 도즌(영어: Baker's Dozen)이 있다. 콰이터스의 인터뷰 내용들은 러시아, 브라질, 인도네시아 등 타국의 언론 매체가 사용해 왔다. 콰이터스는 또한 인디펜던트 음악가를 위한 공연 장소와 공연과 관련된 일을 하고 있다.

## 수상
2008년, 콰이터스는 레코드 오브 더 데이 어워드에서 스튜던트 퍼블리케이션 초이스 상을 받았다. 이듬해에는 같은 시상식에서 최우수 디지털 퍼블리케이션상을 수상하였으며, 도란은 올해의 라이브 리뷰 라이터 상을 수상하였다. 또한 같은 해에 인디펜던트지가 선정한 최고의 음악 웹사이트 25개에 선정되었다.